# Zbigniew Turski
Pour les articles homonymes, voir Turski.
 (mai 2017).
Si vous disposez d'ouvrages ou d'articles de référence ou si vous connaissez des sites web de qualité traitant du thème abordé ici, merci de compléter l'article en donnant les références utiles à sa vérifiabilité et en les liant à la section « Notes et références ».
Zbigniew Turski (né à Konstancin le 21 juillet 1908 mort à Varsovie le 6 janvier 1979) est un compositeur et chef d'orchestre polonais.

## Œuvres
- Jeux olympiques
  - Londres 1948 :  Médaille d'or en musique Composition pour orchestre avec Symphonie olympique
- Filmographie
  - Dziadek do orzechów de Halina Bielińska en 1967
  - Godzina pasowej róży de Halina Bielińska en 1963
  - La Pantoufle dorée de Sylwester Chęciński en 1961
  - Szczesciarz Antoni de Halina Bielińska et Włodzimierz Haupe en 1961
- Discographie
  - Symphonie n°1 "Sinfonia Da Camera" - (1947)
  - Symphonie n°2 "Sinfonia Olimpica" - (1948)
  - Symphonie n°3 - (1955)

## Récompenses et distinctions
- Chevalier dans l'Ordre Polonia Restituta (1955)
- 1er Président de l'Union des compositeurs polonais (1945-1948)